# Територія ніндзя (фільм)
«Територія ніндзя» (англ. Ninja Turf, також відомий як Los Angeles Streetfighter) — американський бойовик 1985 року, знятий режисером Патріком Г. Дональдом. Фільм поєднує елементи бойових мистецтв, драми та вуличного криміналу. Одну з головних ролей виконав Джун Кім, а також у стрічці знявся Філіп Рі, який згодом прославився завдяки серії фільмів Best of the Best.

## Сюжет
У центрі сюжету — двоє друзів, Тоні та Джонні, які намагаються уникнути кримінального світу Лос-Анджелеса. Втім, вони втягуються у протистояння між вуличними бандами. Коли конфлікт загострюється, друзі змушені застосовувати свої навички бойових мистецтв, щоб захистити себе та своїх близьких. Водночас вони стикаються з особистими викликами, зрадою і потребою зробити складний моральний вибір.

## У ролях
- Джун Кім — Джонні
- Філліп Рі — Тоні
- Кеннет Х. Кім — Чарльз
- Пітер Лі — бос банди
- Роберт Ді Зін — лідер банди
- Джон Ладд — офіцер поліції

## Виробництво
Фільм був створений як малобюджетна незалежна стрічка. Випущений переважно у форматі домашнього відео, *Ninja Turf* не отримав великого розповсюдження у кінотеатрах, проте з часом здобув культовий статус серед шанувальників жанру бойовиків 1980-х. Хореографія боїв та акторська гра Філіпа Рі отримали позитивні відгуки від фанатів.

## Альтернативні назви
- Ninja Turf — оригінальна назва
- Los Angeles Streetfighter — міжнародна версія

## Цікаві факти
- Це один із перших фільмів Філіпа Рі перед його проривом у серії Best of the Best.
- Попри назву, фільм не зосереджується на традиційних ніндзя, а більше на вуличній боротьбі.
- Стрічка є прикладом типового міського бойовика 1980-х років.

## Категорії
1. 1 2 3  ČSFD — 2001.